# Seznam univerz v Bosni in Hercegovini
Seznam univerz v Bosni in Hercegovini.

## Seznam
- Univerza v Sarajevu
- Univerza v Vzhodnem Sarajevu (Universitet u Istočnom Sarajevu)
- Univerza v Banja Luki
- Univerza v Mostarju
- Univerza »Džemal Bijedić« Mostar
- Univerza v Zenici
- Univerza v Bihaću
- Univerza v Tuzli
- zasebna Hercegovska univerza ((Sveučilište Hercegovina) ustanovljena v Medžugorju s sedežem v Mostarju
- zasebni univerzi Sarajevo School of Science and Technology in International University of Sarajevo